# Гамалея, Николай Михайлович
Николай Михайлович Гамалея (1795—1859) — товарищ министра государственных имуществ, Витебский губернатор, Тамбовский губернатор, сенатор; полный кавалер Ордена Святой Анны. Действительный тайный советник

## Биография
Родился 27 апреля (8 мая) 1795 года, из дворян; сын штаб-лекаря Михаила Леонтьевича Гамалея и его жены Надежды Федоровны; старший брат могилёвского губернатора Михаила Гамалея.
По окончании в 1810 году курса наук в Московском университете Гамалея вступил 4 марта того же года в службу в департамент уделов; 8 апреля получил чин коллежского регистратора, а 17 ноября того же года был определён в канцелярию комитета, Высочайше учреждённого по делам Лифляндским. Получив 21 октября 1811 и 12 апреля 1812 годов чины, соответственно, губернского и коллежского секретаря, Гамалея оставил гражданскую службу и по вызову военного начальства поступил в Санкт-Петербургское ополчение, созданное для защиты России от наполеоновских войск в Отечественной войне 1812 года, с переименованием в подпоручики. В составе Санкт-Петербургского ополчения Гамалея, после изгнания Наполеона из России принял участие в заграничном походе русской армии. Сражался в Польше, Пруссии, Саксонии, Австрии, Баварии, Вюртемберге, Бадене, Швейцарии и Франции. Принимал непосредственное участие во Втором сражении под Полоцком, где за отличие в котором был награждён орденом Святой Анны 4-й степени. Затем Гамалея сражался в бою под Чашниками, баталии под Смолянами и в битве при реке Березине. В последнем сражении он был ранен в ногу пулей навылет и за отличие произведён в поручики. В последний раз он принимал участие в военных действиях, во время осады крепости Модлин.
По возвращении на родину Николай Михайлович Гамалея был переведен 10 октября 1814 года в Павловский лейб-гвардии полк и 17 апреля 1816 года назначен адъютантом к Рижскому военному губернатору, генерал-адъютанту маркизу Филиппу Осиповичу Паулуччи. В этой должности он пробыл около семи лет, получив 5 декабря 1816 года чин штабс-капитана, 28 января 1819 года — чин капитана, 17 сентября 1819 года — орден Святой Анны 3-й степени и 25 июля 1822 года — орден Святой Анны 2-й степени. Произведенный 23 апреля 1823 года в подполковники и 29 марта 1825 года в полковники русской императорской армии с назначением состоять в Павловском полку по особым поручениям, Гамалея за отлично-усердную службу получил 30 июня 1825 года орден Святой Анны 2-й степени с алмазными украшениями, 29 октября 1827 года — орден Святого Владимира 3-й степени и 30 октября того же года — Высочайшее благоволение.

### Гражданская служба
Был уволен от службы к статским делам с чином действительного статского советника 24 апреля 1830 года и 26 апреля был определён гражданским губернатором в Витебск, но в этой должности пробыл менее года, и 16 марта 1831 года был от неё освобождён и причислен к министерству внутренних дел Российской империи. За короткое время работы в этом министерстве он был командирован в министерство финансов для исследования злоупотребления по Бессарабскому питейному откупу (где находился по 18 октября 1832 года), а затем, Высочайшим указом 8 октября 1832 года, был назначен гражданским губернатором в Тамбов. В этой должности он пробыл около пяти лет, причём 6 декабря 1833 года ему за заслуги пожалован был орден Святого Станислава 1-й степени, а 15 ноября 1834 года, ему было пожаловано, не в пример другим, ежегодно по 1500 рублей серебром (вместо традиционной аренды на 12 лет) и трижды объявлено было «совершенное Его Величества удовольствие» по поводу успешного взыскания податей, с поставлением этого в пример другим по всем губерниям.
С 27 декабря 1837 года Гамалея был назначен директором 1-го департамента Министерства государственных имуществ, а 3 апреля следующего года ему пожалован был орден Святой Анны 1-й степени «за отлично-полезную службу и труды» в бытность Тамбовским губернатором. Состоя в должности директора департамента, в ознаменование особенных заслуг и усердия к службе, он получил 8 апреля 1840 года чин тайного советника; неоднократно и подолгу управлял министерством во время отсутствия министра и 23 сентября 1840 года получил в награду императорскую корону к ордену Святой Анны 1-й степени. Наконец, 18 ноября 1840 года ему было Всемилостивейше повелено быть товарищем министра государственных имуществ и управлять 1-м департаментом министерства впредь до назначения директора, и 3 декабря повелено присутствовать в Правительствующем Сенате — в общем его собрании, 4-м, 5-м и межевом департаментах, общем собрании первых трёх департаментов и во временном общем собрании. Помимо прямых своих обязанностей с 30 июня по 12 октября 1841 год он управлял министерством, принимал (с 2 апреля 1841 года) участие в особо учрежденном при 1-м департаменте Правительствующего Сената присутствии для рассмотрения проектов откупных условий вина на четырёхлетие с 1843 по 1847 год, заведовал делами по управлению корпусом лесничих и по введению общих сельскохозяйственных и технических мер (с 23 июня 1841 года) и председательствовал в комиссии, учрежденной для рассмотрения составленного по министерству государственных имуществ положения о раскладке подати по землями обсуждения мер её введения. Кроме этого, 2 февраля 1842 года Гамалея был назначен присутствовать в комитете об уравнении земских повинностей, 8 марта ему было повелено состоять членом Попечительного общества о тюрьмах и 13 июня того же года — присутствовать при производстве в Правительствующем Сенате торгов на питейные откупа с 1843 по 1847 год. Во время дальнейшей службы на посту товарища министра государственных имуществ, он продолжал неоднократно замещать министра во время его отсутствия.
28 декабря 1842 года Н. М. Гамалея был награждён «в воздаяние отлично-усердной службы и неутомимых трудов» орденом Святого Владимира 2-й степени и 31 декабря того же года получил Высочайшее повеление присутствовать в центральном комитете для составления правил полюбовного специального межевания. С 20 июня 1843 года он принимал ещё участие в особом комитете для рассмотрения дел о неблагоприятных слухах, распространённых насчет состоявшего в должности Орловского гражданского губернатора д.с.с. Н. В. Васильчикова во время управления его губернией; доклад по этому предмету, составленный комитетом, был представлен Государю Императору, и на основании его дело получило разрешение; 9 апреля 1845 года, за усердную службу и неутомимые труды, ему был Высочайше пожалован орден Белого орла и 1 апреля 1846 года он получил прибавку в четыре тысячи рублей к содержанию.
С 25 апреля по 1 ноября 1845 и с 6 августа по 20 октября 1846 года Гамалея вновь управлял министерством государственных имуществ, причём присутствовал в 1846 году в Сенате при производстве торгов на отдачу в откупное содержание с 1847 по 1851 год акцизных статей по питейным сборам, с 11 декабря 1846 года принимал участие в комитете, учрежденном из товарищей министров для пересмотра устава о службе гражданской, с 15 июля 1847 года в комитете из тех же лиц для принятия мер против холеры. В награду за свою службу он получил 7 апреля 1847 года при Высочайшем рескрипте золотую табакерку с портретом Его Величества и бриллиантами.
По упразднении комитета 1842 года об уравнении земских повинностей, Гамалея с 19 января 1848 года участвовал в занятиях комитета об устройстве земских повинностей под руководством председательствующего в Государственном совете (председателем комитета был генерал-адъютант Василий Алексеевич Перовский), со 2 мая 1848 года состоял членом от министерства в особом присутствии в Сенате для производства торгов на питейные откупа в 16-ти привилегированных губерниях и с 25 апреля 1849 года присутствовал в 1-м департаменте Сената при производстве торгов для отдачи в шестилетнее содержание рыболовных вод в Каспийском море.
21 марта 1849 года «за постоянно-усердную, деятельную и полезную службу» ему объявлено было в Высочайшем рескрипте благоволение, и 17 апреля 1850 года он стал кавалером ордена Святого Александра Невского.
С 31 мая по 1 октября 1849 года и с 20 мая по 1 ноября 1850 года он вновь управлял министерством. Получив 19 апреля 1853 года, «за отлично усердную службу и во изъявление особенного Монаршего благоволения за неусыпные и полезные труды», алмазные знаки ордена святого Александра Невского и 22 августа 1854 года — Мариинский знак отличия беспорочной службы за 40 лет, Гамалея 25 августа 1856 года был уволен от должности товарища министра государственных имуществ, с оставлением в звании сенатора, и 26 августа того же года произведен в действительные тайные советники; через четыре дня после этого ему было повелено присутствовать в Межевом департаменте Сената, где он прослужил до самой смерти.
Скончался 15 (27) октября 1859 года и был погребен на Волковом кладбище в Санкт-Петербурге. Могила утрачена.
Владел в Ефремовском уезде 158 душами (1858).

## Семья
Был женат  ддважды: в первый раз (с 1827 года) на дочери генерал-майора и Рижского коменданта Наталии Ивановне (Наталии Генриетте) фон Эмме (12.04.1809—10.03.1852); во второй раз (с 1857 года) — на дочери городового секретаря Елизавете Егоровне Киттель (?—3.9.1910, Петербург).